# Paul Hug (Politiker, 1895)
Paul Hug (* 24. Juli 1895 in Stuttgart; † 11. Januar 1957 in Bremen) war ein Bremer Politiker (SPD) und Mitglied der Bremischen Bürgerschaft.  

## Biografie
Hug war als Dreher in Bremen tätig. 
Er war Mitglied der SPD.
Vom April 1946 bis 1951 war er Mitglied der ernannten und dann den ersten beiden gewählten Bremischen Bürgerschaft und in Deputationen der Bürgerschaft tätig. 